# 一圈两翼
一圈两翼乃是指中国重庆所制定的一项城市发展战略。该市希望依靠此战略在15年时间内打造成中国西部最大的城市群。
一圈是指“一小时经济圈”，即以主城9区为核心，在一小时可通达的交通范围内形成城镇化率超过75％的城市群，并形成合川、永川、江津、涪陵、长寿五个都会副城。包括21个区县，分别为：渝中区、大渡口区、江北区、沙坪坝区、九龙坡区、南岸区、北碚区、渝北区、巴南区、涪陵区、长寿区、江津区、合川区、永川区、南川区、綦江区、大足区、潼南县、铜梁县、荣昌县、璧山县。
两翼即为以万州区为中心的“渝东北翼”和以黔江区为中心的“渝东南翼”两个侧翼。渝东北翼包括11个区县，分别为：万州区、梁平县、城口县、丰都县、垫江县、忠县、开县、云阳县、奉节县、巫山县、巫溪县。渝东南翼包括6个区县，分别为：黔江区、武隆县、石柱县、秀山县、酉阳县、彭水县。
此战略覆盖了重庆所有区县，并得到周边城市的认可，同时获中央政府和金融机构的大力支持。国家开发银行为此决定向该市融资1500亿，以提供资金保障。